# Fiona Volpe
Fiona Volpe is een personage uit de James Bondfilm Thunderball. Ze wordt gespeeld door actrice Luciana Paluzzi. In de gelijknamige roman van Ian Fleming komt zij niet voor.
Fiona Volpe daagt voor het eerst op in het Chalfont Park in Engeland, waar ze op bed seks heeft met Major Francois Derval, (de broer van Dominique Derval). Als Derval via de telefoon doorkrijgt, dat hij moet komen, wordt hij, zodra hij de deur open maakt, vermoordt door Angelo Palazzi. Later blijkt, dat zij voor SPECTRE werkt en meewerkt aan de volgende operatie, waar bij er een NAVO-vliegtuig wordt gekaapt en een aantal atoombommen aan boord steelt. Als James Bond na een tijdje vertrekt van het Chalfon Park wordt hij gevolgd door Count Lippe in een auto. Fiona vermoordt Lippe en blaast zijn auto op met haar motor.
Bond vertrekt naar Nassau om de zaak met het NAVO-vliegtuig te onderzoeken, waarbij hij Emilio Largo ontmoet, die ook voor SPECTRE werkt. Bond ontmoet dan op een avond Fiona, als hij probeert weg te komen. Fiona geeft hem dan een lift en brengt hem naar zijn hotel. Het blijkt dan Largo en Fiona samenwerken. Fiona zegt dat zij Bond zal doden. Fiona vermoordt later die dag Paula Kaplan, die met Bond mee was op de missie.
De avond daarna nadat Bond ontsnapt is aan Largo, komt hij terug in zijn hotel, waar hij Fiona naakt in zijn bad aantreft. Als Fiona het bad uitkomt trekt ze Bonds kleren uit. Later hebben ze samen in bed seks met elkaar. Nadat ze zich later weer aan hebben gekleed om weer te vertrekken staan Largo's mannen voor de deur. Bond geeft dan toe, dat hij met Fiona naar bed ging voor de missie en niet omdat hij het fijn vond. Bond weet uiteindelijk uit de auto te ontsnappen en hij komt terecht in een dansfeest, waar Fiona hem weer betrapt. Bond neemt een dans aan met Fiona, maar dan verschijnt er een pistool, dat op Bond gericht staat. Bond gebruikt Fiona als zijn schild en het is dan Fiona, die neergeschoten wordt.

## Trivia
- Dit is de eerste vrouw is die door James Bond wordt vermoord (wat maar weinig voorkomt). De enige andere vrouwelijke slachtoffers zijn Naomi, Xenia Onatopp en Elektra King.
- De motorfiets die door Fiona Volpe werd gebruikt was een goudkleurig gespoten 650cc-BSA A65L Lightning met een Avon-stroomlijnkuip waar de raketbuizen in geplaatst waren. Hij werd in werkelijkheid bereden door de toen 23-jarige motorcoureur Bill Ivy, die slechts 1,57 meter groot was en 50 kg woog. Met een blonde pruik kon hij daardoor goed doorgaan voor een vrouw.[1]